# Fils (Numismatik)

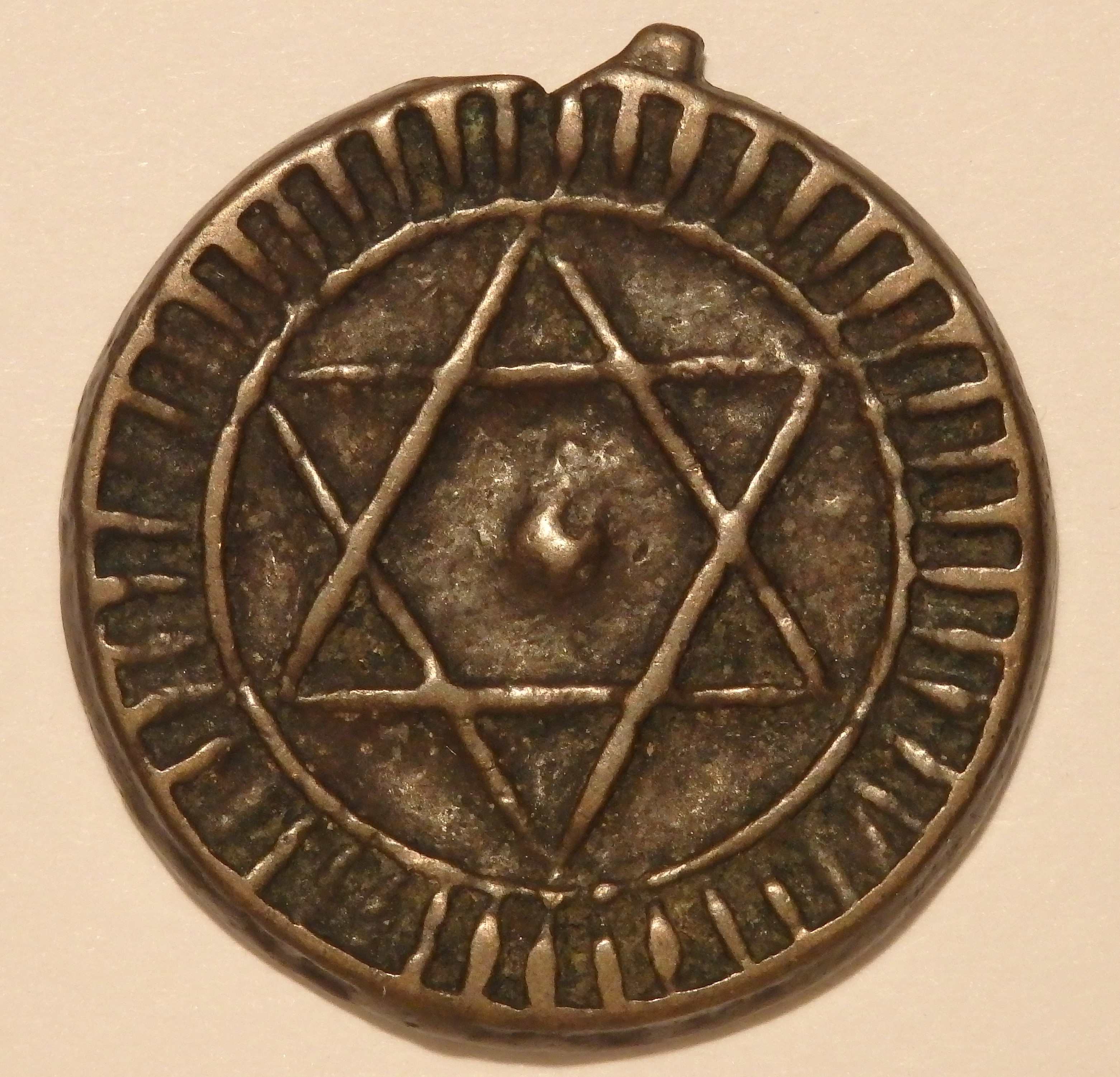
3 Fulusmünze von 1871, Marokko, Avers

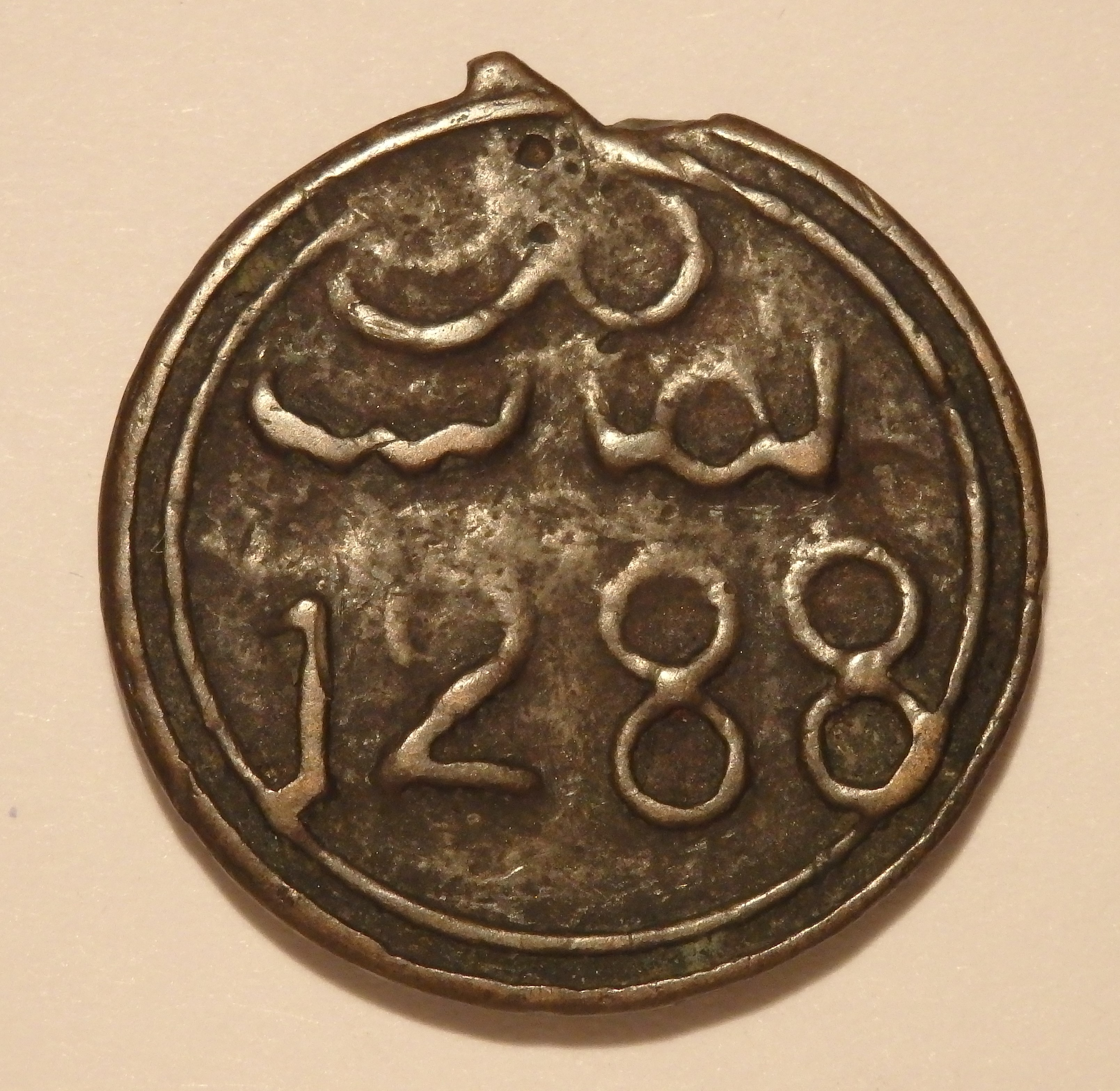
3 Fulusmünze, Jahr 1288 (1871), Revers

Der Fils (Plural: Fulus) ist in der Numismatik eine runde oder eckige Kupfermünze aus Marokko. Heute ist Fils auch die Bezeichnung für eine Münze zu mehreren arabischen Währungseinheiten.

## Etymologie
Das Wort „fils“ (arabisch فلس, DMG fils [Singular] und فلوس, DMG fulūs [Plural]) taucht in den Transkriptionen als „fals, fuls, fulus oder falus“ auf. Es stammt aus dem Arabischen für „Münze, Schuppe“ (فلس, DMG fals), geprägt erstmals durch die Umayyaden (661–750). Das Wort ist eine Verfälschung der Bezeichnung für die römische Münze Follis, die Diokletian bereits um 294 im Rahmen einer Währungsreform einführte. Daraus entwickelte sich in Griechenland die altgriechische Bezeichnung Φόλλίς Phollis.
Der „fils“ wurde auch unter Süleyman I. (1520–1566) geprägt, hier kam ebenfalls die Münzbezeichnung Folli, Fulus oder Fuls vor. Der Numismatiker Karl Christoph Schmieder berichtete 1811 über die Begriffsverwendung: Follis (auch Phollis, Qories, Scriptius) war eine byzantinische Kupfermünze, welche Konstantin der Große in seiner neuen Residenz um 313 einführte. Der Name soll von altgriechisch οβολός obolos (deutsch „kleine athenische Münze im Wert von 13 Pfennig“) herrühren. Hieraus entwickelte sich übrigens die deutsche Form Obolus („einen Obolus beitragen“). Die Araber machten daraus ihre Fulus, aus der sich wiederum der Singular „Fils“ ableitete. In Italien wurden noch im 12. Jahrhundert italienisch follares geprägt.

## Verbreitungsgebiet und Herstellung
Sein Verbreitungsgebiet war mindestens die marokkanische Provinz Sous und die Städte Fès und Marrakesch. Er tauchte erstmals um 1669 in diesem Verbreitungsgebiet auf. Auch der Nizam von Hyderabad ließ Fulus prägen.
Der Fils wurde im einfacheren Gussverfahren hergestellt, obwohl sich in anderen Regionen seit der Antike das Prägeverfahren längst durchgesetzt hatte. Es gab als Denomination 1, 2 und 3 Fils-Münzen. Obwohl es sich um eine Kupfermünze handelte, war der Materialwert nicht unbeträchtlich. Die rechts abgebildete 3 Fulusmünze hat ein Gewicht von immerhin 9,35 Gramm. 2 bis 5 Zelagh entsprachen 1 Fils, 24 Fulus = 1 Mazuna, 4 Mazunas = 1 Dirham.

## Sonstiges
Der Fils ist auch eine Münze in verschiedenen arabischen Währungseinheiten (siehe: Fils (Währungseinheit)). Im modernen Arabisch wird das Wort als „fils“ ausgesprochen und synonym für das Wort „Geld“ oder „Kleingeld“ verwendet.